# Río Queulat
El río Queulat es un curso natural de agua que fluye con dirección general noroeste en el parque nacional Queulat de la Región de Aysén y desemboca en el Seno Ventisquero.

## Trayecto
El río Queulat tiene su origen en los deshielos del glaciar que se encuentra en la intersección de las líneas divisorias de aguas de las cuencas de los ríos Palena, Cisnes y del propio Queulat. Desde la lengua más occidental del glacial dirige su trayect superior hacia el SO por unos 6 km, gira entonces al ENE por 10 km hasta desembocar en el seno Queulat, una de las ensenadas o fiordos secundarios de la costa oriental del Seno Ventisquero, prolongación del canal Puyuguapi.
Su cauce discurre en un valle angosto confinado por altas y escarpadas serranías. En su término, al desembocar en el mar, forma una especie de delta de múltiples brazos, que se inunda con marea alta aparentando ser solo una corriente como una sola corriente con orillas pantanosas. No es navegable ni por embarcaciones menores.

## Caudal y régimen
No se tiene información sobre el caudal del río.: 520 
En el Plan de manejo del parque nacional Queulat de CONAF se informa que: "En el caso de los ríos Queulat y Ventisquero que nacen en el Parque Nacional, responden a estas característica, son principalmente de aporte glacial, de corto recorrido que vierte sus aguas Fiordo Puyuhuapi, luego de de recorrer fuerte quebradas protegidas de bosques nativos siempre verdes, que proporcionan importante material energético alóctono a los sistemas fluviales y fiordos receptores.": 18 

## Historia
El sacerdote jesuita José García Alsué recorrió la zona de Queulat en 1776 en búsqueda de la mítica ciudad de los Césares y descubrir alguna posible estación inglesa en la zona. La cascada hasta donde llegó se le conoce como el Salto del Padre García, la que cuenta con un mirador dentro del bosque.: 17 
Queulat podría significar “sonido de cascadas” en el lenguaje de los chonos.: 476-pdf 
Luis Risopatrón lo describe en su s: de 1924:: 731 
Queulat (Rio) 44° 34' 72° 28' Corre en un angosto cajón, entre serranías altas i mui escarpadas i con laderas precipitosas, se subdivide en varios brazos en su desembocadura, en el estuario del mismo nombre, los que se juntan en uno solo con la marea, el que aparece de dimensiones medianas i por el que no pueden entrar ni aun canoas en bajamar. En sus orillas se estienden terrenos pantanosos, cubiertos de abundantes pangues. 1, xiv, carta del Padre García (1766); IOS, p. 7; 111, ir, p. 195; i 156; i Quenelat en 1, i, p. 121.